# ジネンジョ (お笑いコンビ)
ジネンジョは、ケイダッシュステージに所属する日本のお笑いコンビ。2人とも神奈川県出身。

## メンバー
じょな じょな（本名：柳田 如那（やなぎだ じょな）1993年12月12日 - ）
ボケ担当。
趣味は漫画で、「BLUE GIANT」に憧れて主人公と同じテナーサックスを購入したことがある。
特技は剣道・パチカ（楽器）。2024年10月28日更新のYouTubeラジオ「ラジねんぱ」にて、本名と同一だった芸名を『じょな じょな』へ改名する旨を発表。苗字がじょな、名前がじょなということで間にスペースが入っている。

加藤 のりゆき（本名：加藤 紀幸（かとう のりゆき）1994年3月18日 - ）
ツッコミ担当。
趣味はスニーカー収集、特技は大食い。事務所の先輩である荒木好之（クロコップ）から貰った白いステッキを持ち歩いている。

## コンビ名の由来
漢字で”自然に生きる”と書く「自然生（じねんじょう）」の響きにかっこよさを感じ、山育ちの自分たちと重なる部分もあってコンビ名にしようと考えた。発音する際の言いやすさを優先し、「ジネンジョ」にしたのが由来。また、加藤の実父が畑で自然薯を育てていることも因んでいる。

## 略歴
小学校、中学校、高校の同級生。出会いは小学校4年生の時で、加藤のいた小学校にじょなが転校してきたのがきっかけ。
高校卒業後にじょなはNSCへ入学、加藤は大学へ進学。その後、コンビを結成しフリーで芸人活動を始める。様々な事務所のオーディションを受け続けた結果、2021年11月10日よりケイダッシュステージに所属。

## 出演

### テレビ
- ヒロミ・指原の“恋のお世話始めました”第87回 - 柳田のみ[5]

### ラジオ
- ジネンジョの『ラジねんぱ』（YouTube） - 2023年11月8日〜毎週月曜日に配信。

### 単独ライブ
- ジネンジョ第一回単独ライブ「序」（新宿Vatios、2022年8月7日）
- ジネンジョ第二回単独ライブ「次」（新宿Vatios、2023年8月12日）
- ジネンジョ第三回単独ライブ「ジ・エンド」（渋谷ばぐちか、2024年6月30日）